# 오스트로파시즘

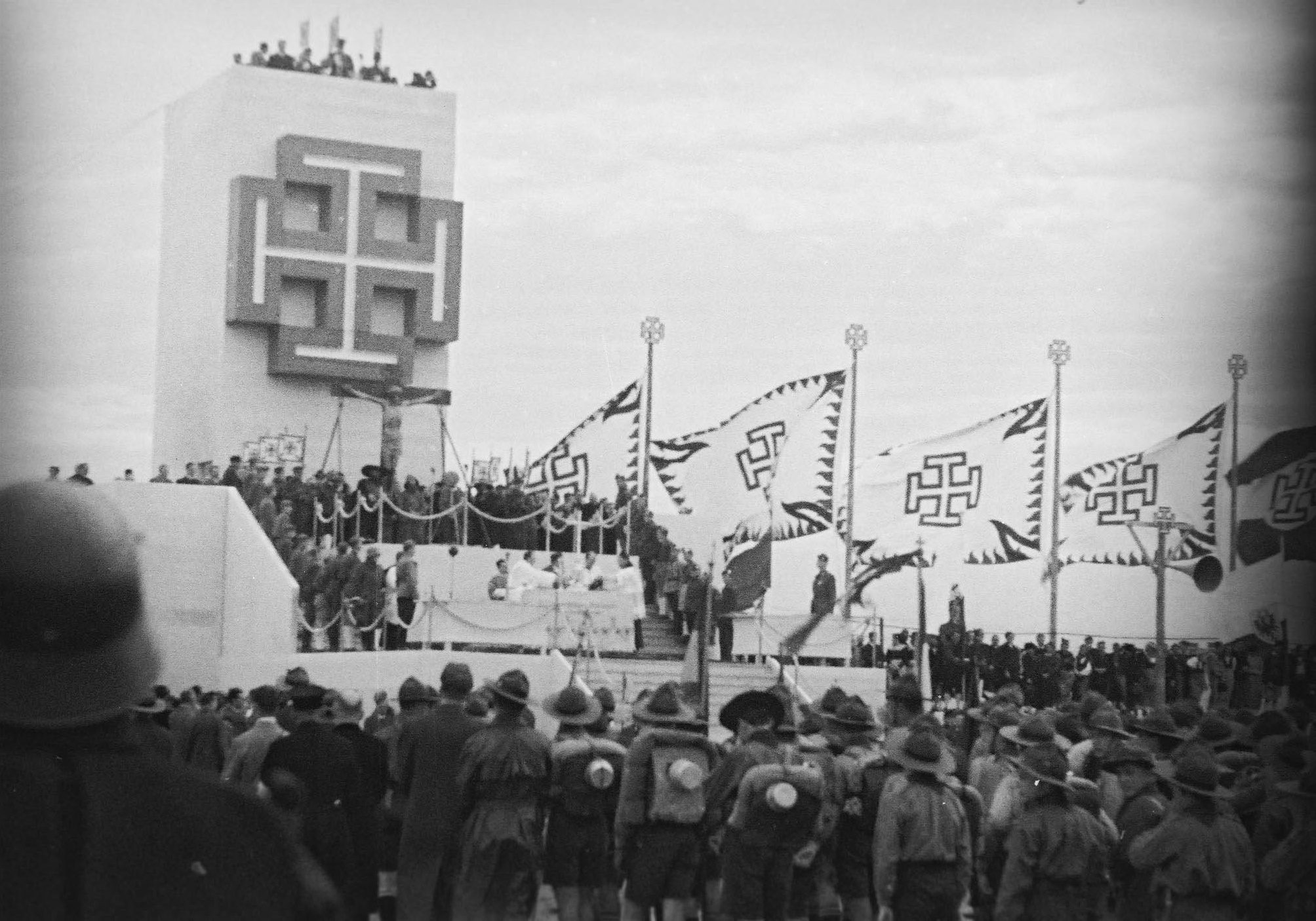
조국전선의 행진.

오스트로파시즘(독일어: Austrofaschismus 아우스트로파시스무스[*])은 1934년 5월 헌법이 도입되면서 오스트리아 연방국에서 실시된 전체주의 체제이다. 오스트로파시즘은 가톨릭, 협동주의, 오스트리아 국민주의로 대표되며, 범게르만주의 및 반유대주의를 주장한 오스트리아 나치즘과는 구분된다.
오스트로파시즘의 핵심 세력은 집권당 조국전선과 준군사조직 보국단이었다. 지도자는 엥겔베르트 돌푸스였고, 돌푸스가 암살당한 뒤로는 쿠르트 슈슈니크가 지도자가 되었다. 돌푸스나 슈슈니크는 모두 오스트리아 기독사회당 소속이었는데, 오스트리아 기독사회당은 오스트로파시즘에 빠르게 흡수되었다. 조국전선은 나치즘에 대항하여 오스트리아의 독립을 옹호했으나 나치즘의 물결을 이기지 못하였고 오스트리아 병합 이후 금지되었다. 전후에 조국전선의 관련자들은 오스트리아 국민당 창당을 주도했으나 파시즘을 포기하고 민주주의를 받아들였다.